# سعيد عبد الله خان
سعيد عبد الله (1873-1933) كان آخر خان في خيوة من سلالة خونغيارد، حيث حكم منذ 1 أكتوبر 1918 حتى 1 فبراير 1920. والده محمد رحيم بهدور ووالدته كانت من أصل ليولي. لم يكن له سلطة حقيقية، لأن خيفا كان يحكمها جنيد خان، وهو جنرال تركماني في ذلك الوقت. عام 1920، هزم البلاشفة جنيد خان، وأطاحوا بخانات خيوة وأطاحوا بسعيد عبد الله. أُرسل إلى موسكو حيث توفي في المستشفى بعد 13 عاماً قضها في موسكو. تمثّل إقالته عام 1920 نهاية حكم سلالة جنكيز خان في أي مكان في العالم..